# Only Love Can Break a Heart
| Recensione | Giudizio |
| ---------- | -------- |
| AllMusic   | [ 1 ]    |

Only Love Can Break a Heart è il secondo album discografico di Gene Pitney, pubblicato dall'etichetta discografica Musicor Records nell'ottobre del 1962.
Alcuni brani contenuti nell'album furono pubblicati come singoli e si piazzarono nella chart statunitense di Billboard Hot 100: True Love Never Runs Smooth (#21), Only Love Can Break a Heart (#2), Half Heaven - Half Heartache (#12),  (The Man Who Shot) Liberty Valance (#4), If I Didn't Have a Dime (#58).

## Tracce
Lato A
1. True Love Never Runs Smooth – 2:30 (Hal David, Burt Bacharach) – Registrato (circa) nel giugno 1962 a New York
2. Cry Your Eyes Out – 2:03 (Ben Raleigh, John Gluck Junior) – Registrato (circa) nel giugno 1962 a New York
3. Only Love Can Break a Heart – 2:50 (Hal David, Burt Bacharach) – Registrato (circa) nel marzo 1962 a New York
4. Donna Means Heartbreak – 2:22 (Hal David Paul Hampton) – Registrato (circa) nel giugno 1962 a New York
5. I Should Try to Forget – 2:17 (Aaron Schroeder, Gloria Shayne, Martin Kalmanoff) – Registrato (circa) nel giugno 1962 a New York
6. My Heart, Your Heart – 2:21 (Bob Halley) – Registrato (circa) nel giugno 1962 a New York

Lato B
1. Half Heaven - Half Heartache – 2:45 (Aaron Schroeder, Wally Gold, George Goehring) – Registrato (circa) nel giugno 1962 a New York
2. Tower - Tall – 3:18 (Mel Mandel, Norman Sachs) – Registrato (circa) nel giugno 1962 a New York
3. (The Man Who Shot) Liberty Valance – 2:49 (Hal David, Burt Bacharach) – Registrato (circa) nel marzo 1962 a New York
4. Little Betty Falling Star – 2:23 (Bob Hilliard, Burt Bacharach) – Registrato (circa) nel giugno 1962 a New York
5. If I Didn't Have a Dime – 2:25 (Bertrand Russell, Philip Medley) – Registrato (circa) nel marzo 1962 a New York
6. Going to Church on Sunday – 2:50 (Beverly Ross, Sam Bobrick) – Registrato (circa) nel giugno 1962 a New York

## Musicisti
- Gene Pitney - voce
- Burt Bacharach - arrangiamenti, conduttore musicale (brani: True Love Never Runs Smooth / Only Love Can Break a Heart / Little Betty Falling Star)
- Chuck Sagle - arrangiamenti, conduttore musicale (brani: Cry Your Eyes Out / Half Heaven - Half Heartache / (The Man Who Shot) Liberty Valance / If I Didn't Have a Dime)
- Alan Lorber - arrangiamenti, conduttore musicale (brani: Donna Means Heartbreak / I Should Try to Forget / My Heart, Your Heart / Tower - Tall / Going to Church on Sunday)
- Altri musicisti non accreditati

Note aggiuntive
- Aaron Schroeder e Wally Gold - produttori
- Maurice Seymour - fotografia copertina
- Norman Weiser - grafica[5]